# Ruth Simon
Ruth Simon (16 februari 1962) is een Eritrees journaliste.

## Loopbaan
Tijdens de Eritrese Onafhankelijkheidsoorlog van Ethiopië werkte ze vanaf 1979 gedurende tien jaar voor de filmsectie van het Eritrese Volkbevrijdingsfront in de bevrijde delen van Eritrea. Daarna werkte ze aan clandestiene nieuwspublicaties van het bevrijdingsfront.
Vervolgens werd ze hoofdredacteur voor BANA en verantwoordelijk voor de publicatie van de Associatie van de Re-integratie van Eritrese Vrouwelijke Guerrillastrijders. In de jaren '90 werkte ze voor persbureau Agence France-Presse.
Anno 2009 is ze secretaris van de Eritrese Filmkeuringscommissie.

## Arrestatie
Op 25 april 1997 werd ze opgepakt omdat ze had gepubliceerd dat president Isaias Afewerki tijdens een seminar in Asmara aan medewerkers had verteld dat Eritrese soldaten hand in hand met rebellen meevochten in Soedan. Zo zetelt bijvoorbeeld ook de Soedanese militaire en politieke oppositie, de Nationale Democratische Alliantie, in de Eritrese hoofdstad Asmara. Ze was hiermee de eerste journalist die sinds de onafhankelijkheid van Eritrea om politieke redenen werd opgepakt.
In december 1998 werd ze na een gevangenschap van achttien maanden weer vrijgelaten, maar eerst nog wel onder huisarrest geplaatst.

## Onderscheiding
Simon werd in 1998 door de Committee to Protect Journalists onderscheiden met de Internationale Persvrijheidsprijs.